# Kosihy nad Ipľom
Kosihy nad Ipľom (węg. Ipolykeszi) – wieś (obec) na Słowacji położona w kraju bańskobystrzyckim, w powiecie Veľký Krtíš. Pierwsze wzmianki o miejscowości pochodzą z 1326 roku.
Według danych z dnia 31 grudnia 2012 roku, wieś zamieszkiwało 455 osób, w tym 252 kobiety i 203 mężczyzn.
W 2001 roku pod względem narodowości i przynależności etnicznej 13,94% mieszkańców stanowili Słowacy, a 85,25% Węgrzy.
Ze względu na wyznawaną religię struktura mieszkańców kształtowała się w 2001 roku następująco:
- Katolicy rzymscy – 97,17%
- Ewangelicy – 0,4%
- Ateiści – 0,2%
- Nie podano – 0,81%